# Minimathelges nanus
Minimathelges nanus är en kräftdjursart som beskrevs av Christopher B. Boyko och Williams 2003. Minimathelges nanus ingår i släktet Minimathelges och familjen Bopyridae. Inga underarter finns listade i Catalogue of Life.